# Az örök szerelem dalai
Az örök szerelem dalai című Neoton Família-válogatás a Story magazin mellékleteként volt kapható, mely 2010. augusztus 26-án jelent meg. A lemez papírtokos változatban jelent meg az újsághoz csomagolva. Az 5 dalt tartalmazó kiadvány első dala eddig még sosem jelent meg, csupán ezen a minialbumon volt hallható.

## Megjelenések
| Ország       | Formátum | Sorszám       | Kiadó     | Év   |
| ------------ | -------- | ------------- | --------- | ---- |
| Magyarország | CD       | 5999884690030 | Magneoton | 2010 |

## Az album dalai
- Szerelmes dal
- Holnap hajnalig
- Tini dal
- Nyár van
- I Love You